# Chrysoarctus briandi
Chrysoarctus briandi är en djurart som tillhör fylumet trögkrypare, och som beskrevs av Jeanne Renaud-Mornant 1984. Chrysoarctus briandi ingår i släktet Chrysoarctus och familjen Halechiniscidae. Inga underarter finns listade i Catalogue of Life.